# ناصر محمد احمد الصباح
ناصر المحمد الاحمد الصباح (عربی: الشیخ ناصر المحمد الأحمد الصباح؛ زاده ۲۲ دسامبر ۱۹۴۰) یک سیاست‌مدار اهل کویت است. او مقام وزیر امور خارجه کویت است. او از سال ۲۰۰۶ سمت نخست‌وزیر کشور کویت را نیز بر عهده دارد. او همچنین به عنوان سفیر کویت در ایران و افغانستان کار کرده‌است.